# PCC (koncepce tramvaje)

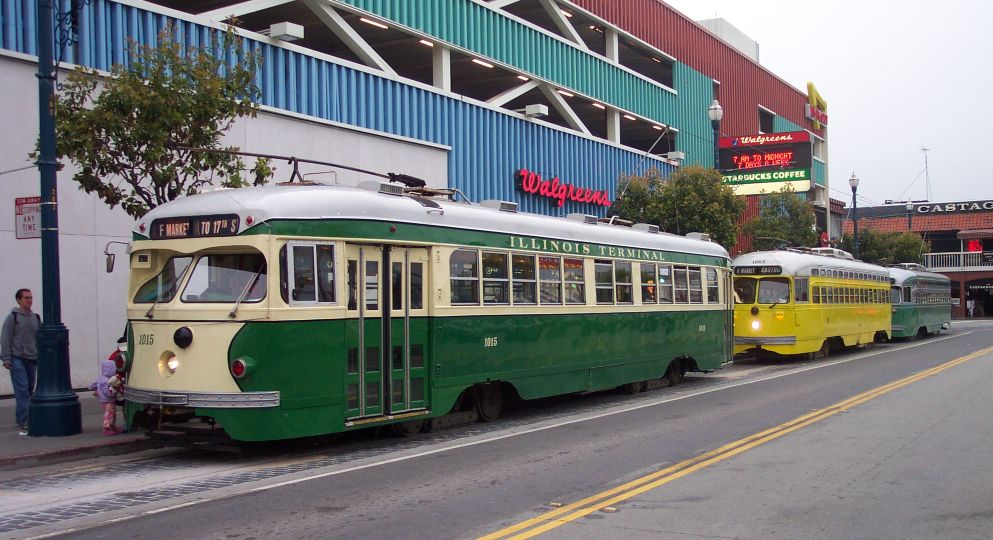
Tramvaje koncepce PCC v San Franciscu

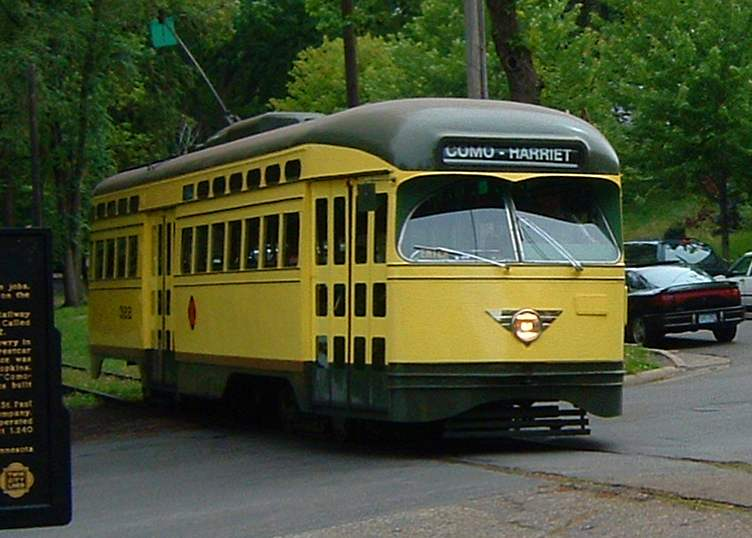
Historická tramvaj PCC v dopravním muzeu v Minnesotě

PCC je koncepce tramvaje, kterou v USA před druhou světovou válkou zvolili za nejlepší řešení tramvaje. PCC je zkratka z Presidents' Conference Committee Car (česky Vůz výboru sjezdu prezidentů; jedná se o prezidenty dopravních společností v USA).

## Výrobci

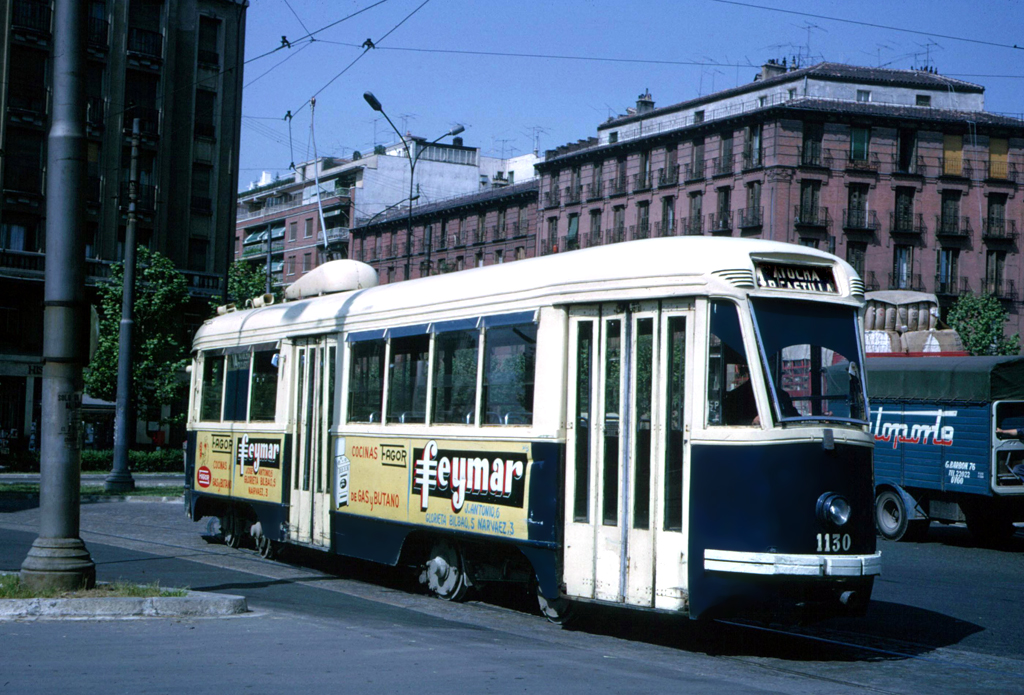
Tramvaj PCC v Madridu v roce 1969

Mezi první výrobce patřily firmy St. Louis Car Company a Pullman Standard z USA. Pro kanadský trh byly PCC vozy dodávány firmami St. Louis Car Company a Canada Car and Foundry. V Evropě vyráběl tyto tramvaje FIAT pro Madrid.
V Československu získala licenci firma ČKD Tatra, která je dodávala do všech států východního bloku.
V Polsku byl tento typ tramvaje vyráběn firmou Konstal. Vozidla tohoto výrobce jsou k vidění u různých dopravních podniků v Polsku.
PCC vozidla jsou v San Franciscu provozována na lince F.

## Koncepce
- skříň tramvaje spočívá na dvou otočných podvozcích
- každý podvozek má dvě nápravy, tedy čtyři kola
- v podvozku jsou dva trakční motory, každý pohání jednu nápravu
- motory jsou umístěny podélně, tedy tak, že osy motorů jsou kolmé na osy náprav
- z motoru na nápravu se výkon a točivý moment převádí kloubovou hřídelí a nápravovou převodovkou
- elektrické řízení se provádí pomocí mnohastupňového odporníku (tzv. zrychlovač), který umožňuje plynulejší a rychlejší akceleraci; původně existovaly dvě odlišné koncepce Westinghouse a General Electric
- původní americká koncepce neuvažuje provoz s vlečnými vozy, ale pouze spřahování motorových vozů

## Co koncepce PCC neznamená
- neurčuje, zda je vůz obousměrný nebo jednosměrný
- neurčuje typ sběrače proudu (tyčový, pantografový)
- neurčuje zúžená čela a vůbec karoserii, ani interiér

## Přínos a rozšíření
Tramvaje koncepce PCC byly po dlouhou dobu technickou špičkou, měly nejlepší možné technické a jízdní vlastnosti. Jejich výroba však byla v USA ukončena v roce 1952, v souvislosti s všeobecným útlumem tramvajové dopravy v zemi.